# Introspective
Introspective ist das dritte Studioalbum des britischen Elektropop-Duos Pet Shop Boys. Es erschien im Oktober 1988 und avancierte zum weltweiten Chartalbum.

## Geschichte
Auf Introspective veröffentlichten die Pet Shop Boys im Gegensatz zu den Vorgängeralben recht lange Stücke mit einer Länge von sechs bis neun Minuten. Die Singleveröffentlichungen zu dem Album waren jedoch kürzere und radiofreundlichere Abmischungen der Songs. Nur zwei Stücke wurden unmittelbar für das Album geschrieben: Left to My Own Devices und Domino Dancing. Always on My Mind und It’s Alright sind Coverversionen, I Want a Dog erschien bereits als B-Seite der Single Rent, I’m Not Scared ist die eigene Version der Pet Shop Boys eines Liedes, das sie für Patsy Kensits Popband Eighth Wonder geschrieben hatten. Auf dem Album arbeiteten Tennant und Lowe mit gerade in Mode befindlichen stilistischen Mitteln; so verwendeten sie Latin- und House-Anleihen.

## Titelliste
Vier der sechs Stücke des Albums wurden von Chris Lowe und Neil Tennant geschrieben. Always on My Mind wurde von Wayne Carson, Johnny Christopher und Mark James geschrieben, It’s alright von dem US-amerikanischen House-DJ Sterling Void.

### Original
1. Left to My Own Devices – 8:16
2. I Want a Dog – 6:15
3. Domino Dancing – 7:40
4. I’m Not Scared – 7:23
5. Always on My Mind/In My House – 9:05
6. It’s Alright – 9:24

### Further Listening 1988–1989
1. I Get Excited (You Get Excited Too) – 5:35
2. Don Juan (demo version) – 4:22
3. Domino Dancing (Demo-Version) – 4:47
4. Domino Dancing (Alternative Version) – 4:52
5. The Sound of the Atom Splitting – 5:13
6. What Keeps Mankind Alive? – 3:26
7. „Don Juan“ (Disco Mix) - 7:35
8. Losing My Mind (Disco-Mix) – 6:09
9. Nothing Has Been Proved (Demo für Dusty) – 4:51
10. So Sorry, I Said (Demo für Liza) – 3:26
11. Left to My Own Devices (Seven-inch-Mix) – 4:47
12. It’s Alright (Ten-inch-Version) – 4:47
13. One of the Crowd – 3:56
14. It’s Alright (Seven-inch-Version) – 4:20
15. Your Funny Uncle – 2:18

## Rezeption

### Kritiken
Stephen Thomas Erlewine schrieb in seiner Vier-Sterne-Kritik bei Allmusic: „Nevertheless, the mixes are more compelling than the remixes on Disco, and the songs include several of their best numbers...“

### Chartplatzierungen
| ChartsChartplatzierungen       | Höchstplatzierung | Wochen/ Monate |
| ------------------------------ | ----------------- | -------------- |
| Deutschland (GfK)              | 3 (24 Wo.)        | 24 Wo.         |
| Österreich (Ö3)                | 8 (1½ Mt.)        | 1½ Mt.         |
| Schweiz (IFPI)                 | 2 (15 Wo.)        | 15 Wo.         |
| Vereinigte Staaten (Billboard) | 34 (22 Wo.)       | 22 Wo.         |
| Vereinigtes Königreich (OCC)   | 2 (40 Wo.)        | 40 Wo.         |

| ChartsJahrescharts (1989) | Platzierung |
| ------------------------- | ----------- |
| Deutschland (GfK)         | 61          |

### Auszeichnungen für Musikverkäufe
| Land/Region                  | Auszeichnungen für Musikverkäufe (Land/Region, Auszeichnung, Verkäufe) | Verkäufe  |
| ---------------------------- | ---------------------------------------------------------------------- | --------- |
| Deutschland (BVMI)           | Gold                                                                   | 250.000   |
| Kanada (MC)                  | Platin                                                                 | 100.000   |
| Schweden (IFPI)              | Gold                                                                   | 50.000    |
| Schweiz (IFPI)               | Gold                                                                   | 25.000    |
| Spanien (Promusicae)         | Platin                                                                 | 100.000   |
| Vereinigte Staaten (RIAA)    | Gold                                                                   | 500.000   |
| Vereinigtes Königreich (BPI) | 2× Platin                                                              | 600.000   |
| Insgesamt                    | 4× Gold · 4× Platin ·                                                  | 1.625.000 |